# Salzgitter-Bunker in Luckenwalde

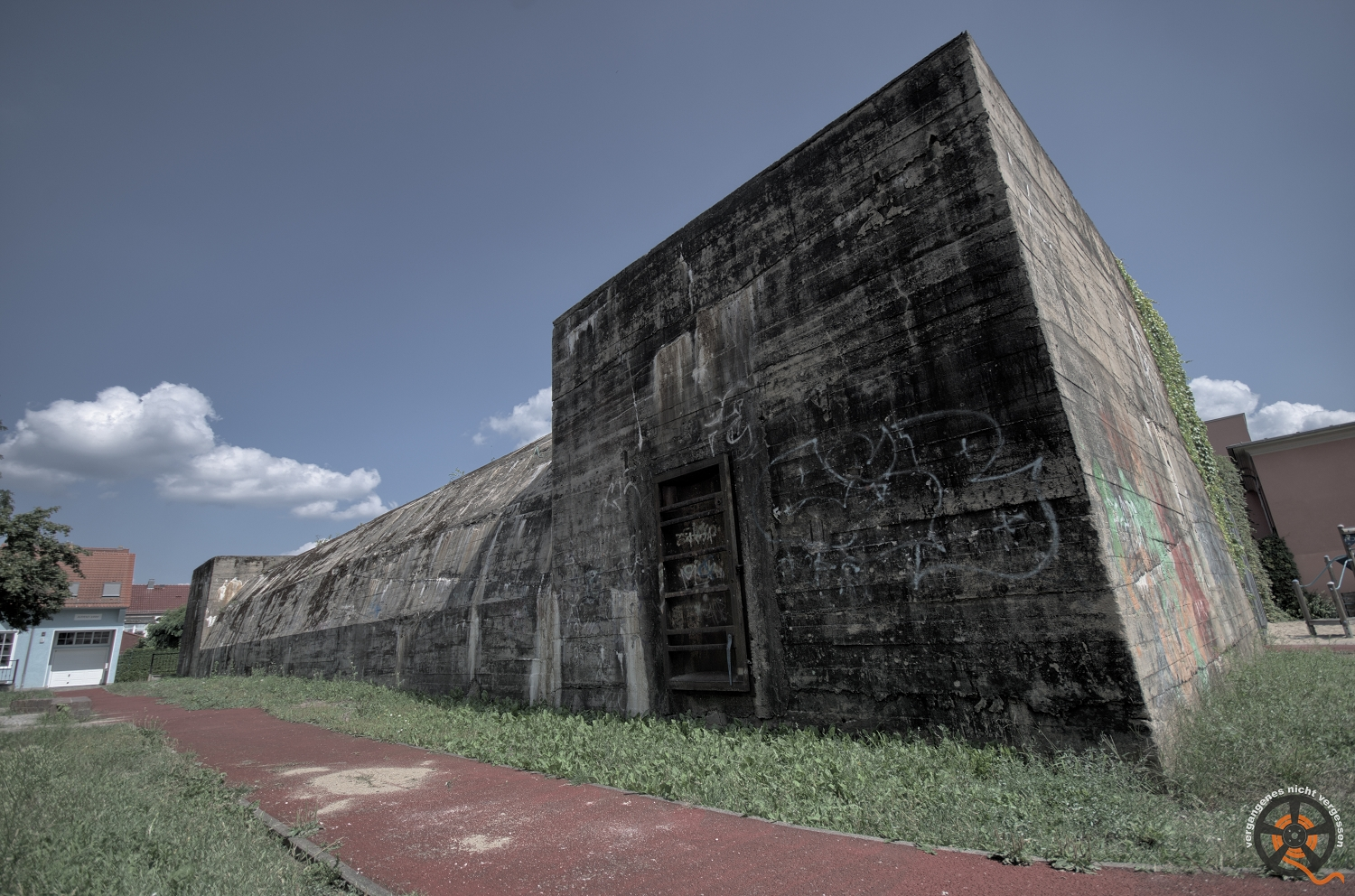
Bunker Luckenwalde Salzgitter

Der Salzgitter-Bunker in Luckenwalde ist ein 1944 erbauter Luftschutzbunker vom Typ Salzgitter, der in Luckenwalde neben der Friedrich-Ebert-Schule (früher: Hindenburg-Schule) mittelbar am Stadtzentrum liegt.
Die ungewöhnliche Bauart der Typen Salzgitter I mit Spannweiten von 3,23 m und Salzgitter II mit 4,00 m wurden üblicherweise im Rahmen des Geilenbergprogramms in eisenarmer Bauweise und mit Deckenstärken von 2,50 m erstellt. Der Grund liegt darin, dass die vorher in der Belle-Alliance-Straße 7–10 in Berlin-Kreuzberg beheimatete Mineralölbaugesellschaft in die nebenan liegende Schule verlagert wurde. Dieser Baustab war unter anderem mit Untertageverlagerungen von Raffineriewerken im Rahmen des Geilenbergprogramms befasst.
Obwohl der Bunker unter Denkmalschutz steht, wurden Anträge für den Abriss gestellt. Die Netzersatzanlage wurde 2012 wegen Verletzungsgefahr bei öffentlichen Besichtigungen entfernt und verschrottet.